# Масселшелл (округ, Монтана)
Шаблон:StateAbbr_ 46°29′ пн. ш. 108°24′ зх. д. / 46.49° пн. ш. 108.4° зх. д.
Округ  Масселшелл (англ. Musselshell County) — округ (графство) у штаті  Монтана, США. Ідентифікатор округу 30065.

## Історія
Округ утворений 1911 року.

## Демографія
За даними перепису 
2000 року 
загальне населення округу становило 4497 осіб, усе сільське.
Серед мешканців округу чоловіків було 2196, а жінок — 2301. В окрузі було 1878 домогосподарств, 1235 родин, які мешкали в 2317 будинках.
Середній розмір родини становив 2,91.
Віковий розподіл населення поданий у таблиці:
| Стать    | До 15 років | 15-21 | 22-29 | 30-39 | 40-49 | 50-65 | 65-85 | Понад 85 |
| -------- | ----------- | ----- | ----- | ----- | ----- | ----- | ----- | -------- |
| Чоловіки | 382         | 229   | 142   | 230   | 411   | 444   | 315   | 43       |
| Жінки    | 419         | 202   | 133   | 255   | 431   | 432   | 356   | 73       |

## Суміжні округи
- Петролеум — північ
- Роузбад — схід
- Єллоустоун — південь
- Ґолден-Веллі — захід
- Ферґус — північний захід

## Виноски
1. ↑  US Decennial Census. US Census Bureau. Архів оригіналу за 4 квітня 2018. Процитовано 29 листопада 2014.
2. ↑  Historical Census Browser. University of Virginia Library. Архів оригіналу за 11 серпня 2012. Процитовано 29 листопада 2014.
3. ↑  Population of Counties by Decennial Census: 1900 to 1990. US Census Bureau. Архів оригіналу за 22 вересня 2018. Процитовано 29 листопада 2014.
4. ↑  Census 2000 PHC-T-4. Ranking Tables for Counties: 1990 and 2000 (PDF). US Census Bureau. Архів оригіналу (PDF) за 18 грудня 2014. Процитовано 29 листопада 2014.
5. ↑  State & County QuickFacts. US Census Bureau. Архів оригіналу за 6 червня 2011. Процитовано 15 вересня 2013.(англ.) Наведено за англійською вікіпедією.
6. ↑  American FactFinder. Бюро перепису населення США. Архів оригіналу за 26 лютого 2012. Процитовано 31 січня 2008.

| США | Це незавершена стаття з географії США. Ви можете допомогти проєкту, виправивши або дописавши її. |